# Akodon sylvanus
Akodon sylvanus és una espècie de mamífer rosegador de la família dels cricètids. És endèmic de l'Argentina, on viu a altituds d'entre 900 i 2.400 msnm. Els seus hàbitats naturals són els boscos i els herbassars. Algunes poblacions estan amenaçades per la tala d'arbres i la transformació del seu medi per a usos agrícoles. El seu nom específic, sylvanus, significa ‘dels boscos’ en llatí.